# Говора (Вилча)
Говора (рум. Govora) — село у повіті Вилча в Румунії. Входить до складу комуни Міхеєшть.
Село розташоване на відстані 162 км на північний захід від Бухареста, 11 км на захід від Римніку-Вилчі, 88 км на північ від Крайови, 125 км на південний захід від Брашова.

## Населення
За даними перепису населення 2002 року у селі проживали 362 особи, усі — румуни. Усі жителі села рідною мовою назвали румунську.